# Contracepção
Contraceção (português europeu) ou contracepção (português brasileiro) são os métodos ou dispositivos usados para prevenir uma gravidez. A escolha, a disponibilidade e a forma de utilização de contracetivos denomina-se planeamento familiar.  Algumas culturas limitam ou desincentivam o acesso a métodos contracetivos por razões morais, religiosas ou políticas. O preservativo é o único método contracetivo que oferece também proteção contra infeções sexualmente transmissíveis. A contraceção de emergência são os métodos contracetivos que podem prevenir uma gravidez quando utilizados nas 72–120 horas seguintes a uma relação sexual sem proteção.
Os métodos contracetivos mais eficazes são a esterilização por meio de uma vasectomia em homens e laqueadura em mulheres, os dispositivos intrauterinos  e os implantes contracetivos. Entre outros métodos de elevada eficácia estão uma série de métodos hormonais, como as pílulas orais, sistemas transdérmicos, anéis vaginais e contraceção injetável. Entre os métodos moderadamente eficazes estão os métodos de barreira como os preservativos, diafragmas ou esponjas, e os métodos de monitorização da fertilidade. Os métodos menos eficazes são o uso de espermicidas e retirar o pénis antes da ejaculação. A esterilização cirúrgica, embora seja o método mais eficaz, é irreversível. Todos os outros métodos são reversíveis.
A gravidez na adolescência está associada a um maior número de riscos. A educação sexual e o livre acesso a métodos contracetivos diminuem o número de gravidezes não planeadas. Embora todos os métodos contracetivos possam ser usados por adolescentes, os mais eficazes a diminuir o número de gravidezes na adolescência são os métodos reversíveis de longa duração, como os implantes, dispositivos intrauterinos ou anéis vaginais. Alguns grupos alegam que a abstinência sexual é um método contracetivo. No entanto, a educação sexual centrada apenas na abstinência sem educar para outros métodos contracetivos pode aumentar o número de gravidezes não planeadas. Após o parto, qualquer mulher que não se encontre a amamentar em exclusivo é capaz de engravidar novamente no prazo de apenas quatro a seis semanas. Alguns métodos contracetivos podem começar a ser usados imediatamente após o parto, enquanto outros requerem um período de espera de até seis meses. Em mulheres que se encontram a amamentar, é preferível o uso de progestativo oral contraceptivo em relação a contracetivos orais combinados. Após a menopausa, recomenda-se que continuem a ser usados métodos contracetivos durante um ano após o último período.
Nos países em vias de desenvolvimento, cerca de 222 milhões de mulheres que querem evitar uma gravidez não usam qualquer método contracetivo moderno. O uso de métodos contracetivos nos países em vias de desenvolvimento diminuiu a mortalidade materna em 40%, tendo prevenido 270 000 mortes em 2008, e com potencial para diminuir 70% se a oferta correspondesse à necessidade. Ao aumentar o intervalo de tempo entre as gravidezes, os métodos contracetivos contribuem para melhorar o prognóstico dos partos e a sobrevivência das crianças. O livre acesso a contracetivos contribui para melhorar a capacidade financeira e saúde da mulher e o acesso à educação e cuidados de saúde dos filhos. A contraceção contribui para o crescimento económico de uma região ao diminuir o número de crianças dependentes, ao permitir um maior número de mulheres no mercado de trabalho e ao diminuir o consumo de recursos escassos. Embora ao longo da História se tenham usado vários métodos contracetivos, só no século XX é que foram desenvolvidos métodos eficazes e seguros.

## História

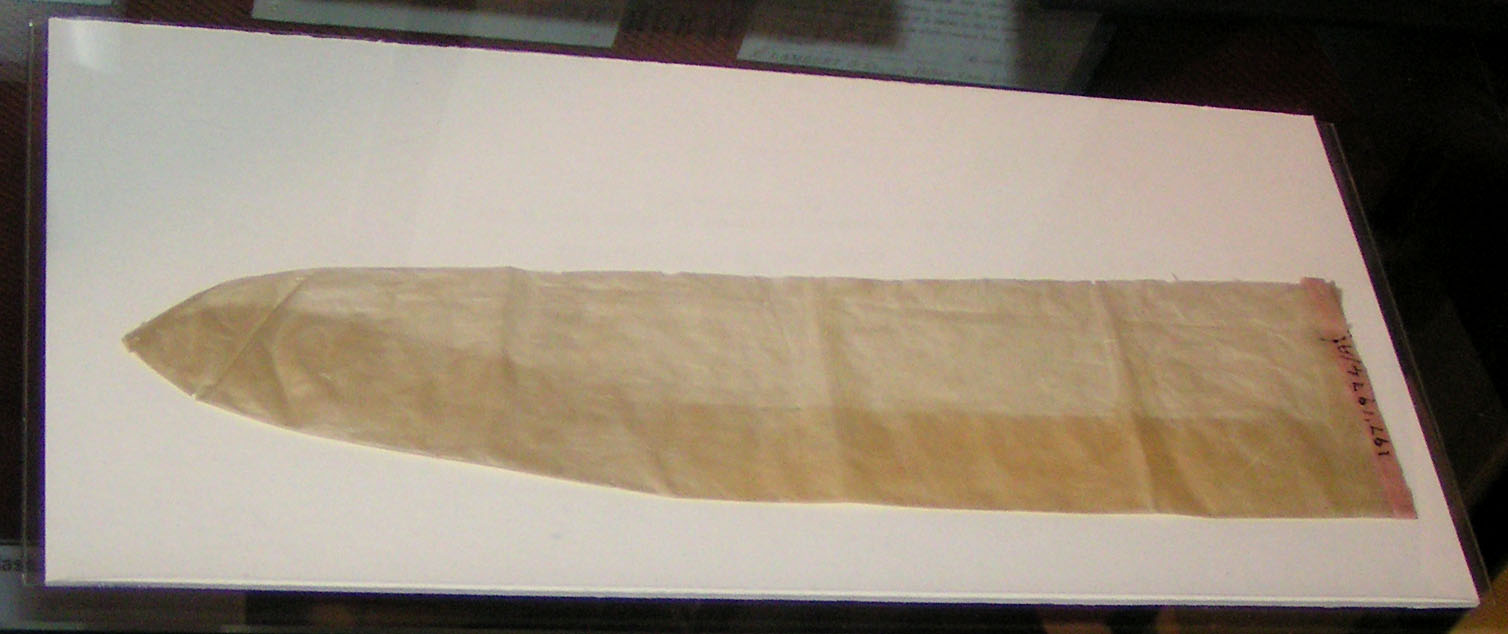
Os primeiros preservativos (camisinhas) eram feitos de partes (ceco) do intestino grosso dos animais. O representado na foto foi feito por volta do ano 1900.

Provavelmente os métodos mais antigos de contracepção (com exceção da abstinência sexual) são o coito interrompido, alguns métodos de barreira, a lavagem vaginal e métodos com o uso de ervas.
O coito interrompido (a retirada do pênis da vagina antes da ejaculação) provavelmente antecedeu todos os outros métodos de controle de natalidade. Uma vez que se tenha relacionado a liberação do sêmen no interior vagina com a posterior gravidez, alguns homens começaram a usar esta técnica. Este não é um método particularmente confiável de evitar a gravidez, já que poucos homens têm o autocontrole para praticar corretamente este método em cada uma das relações sexuais. Embora geralmente acredita-se que o fluido pré-ejaculatório pode causar a gravidez, diversas pesquisas mostraram que este líquido não contém espermatozoides viáveis na primeira ejaculação, entretanto pode ser um meio de transporte para os espermatozoides da ejaculação anterior.
Existem registros históricos de que as mulheres egípcias usavam um pessário (um supositório vaginal) feito de várias substâncias ácidas (vindas supostamente do estrume do crocodilo) e lubrificado com mel ou óleo, o que pode ter sido um tanto eficaz como espermicida. Entretanto, é importante frisar que os espermatozoides como células germinativas não foram descobertos até que Anton van Leeuwenhoek inventasse o microscópio no século XVII, logo os métodos de barreira empregados antes dessa época eram usados sem o conhecimento dos detalhes da concepção. As mulheres asiáticas podem ter usado o papel banhado a óleo como um capuz cervical, e as europeias a cera das abelhas para esta finalidade. O preservativo, que surgiu por volta do século XVII, era feito inicialmente de uma tira do intestino de um animal. Ele não era popular, nem tão eficaz quanto os preservativos modernos de látex, mas foi empregado como meio de contracepção e na esperança de evitar a sífilis, que era extremamente temida e devastadora antes da descoberta dos medicamentos antibióticos.
Várias drogas indutoras de aborto foram utilizadas durante toda a história humana, embora muitos não associassem o aborto induzido com o termo "controle de natalidade". Uma planta abortiva que se relatava ter níveis baixos de efeitos colaterais - Silphium - foi colhida até sua extinção em torno do século I. Muitas mulheres ingeriam determinados venenos para causar distúrbios no sistema reprodutivo; bebendo soluções que contêm o mercúrio, o arsênico ou outras substâncias tóxicas para esta finalidade. O ginecologista grego Soranus no século II sugeria que as mulheres bebessem a água da qual os ferreiros tinham usado para resfriar o metal. As ervas atanásia (Tanacetum vulgare) e o Poejo são bem conhecidas pelo folclore como agentes abortíferos, mas estas ervas na verdade funcionam pois envenenam a mulher. Os níveis de compostos químicos nestas ervas que induzem o aborto são bastante altos, danificando o fígado, rins e outros órgãos, tornando-as muito perigosas. No entanto, naqueles tempos o risco de morte materna por complicações no pós-parto era alto, o que tornava o risco de efeitos colaterais dos métodos anticoncepcionais e abortivos existentes comparativamente menos significativos.

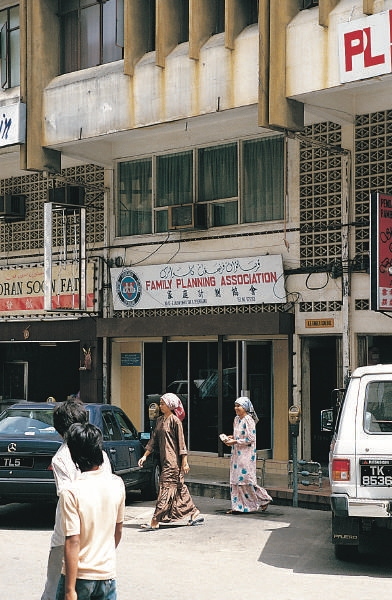
O planejamento familiar é facilitado em Kuala Terengganu, Malásia.

O fato de que vários métodos eficazes do controle de natalidade eram conhecidos no mundo antigo contrastava fortemente com uma ignorância aparente destes métodos por diversos segmentos da adiantada população da Europa cristã moderna. Esta ignorância continuou em alto grau no século XX, e foi acompanhada por taxas de nascimento extremamente elevadas em países europeus durante os séculos XVIII e XIX.
Alguns historiadores atribuíram isto a uma série das medidas coercivas decretadas pelos estados modernos emergentes, em um esforço de repovoar a Europa após a catástrofe populacional causada pela peste negra, começando em 1348. De acordo com este ponto de vista, a caça às bruxas eram a primeira medida que o estado moderno adotou em uma tentativa de eliminar o conhecimento sobre o controle de natalidade da população, e manter estas informações nas mãos de especialistas médicos masculinos (ginecologistas) empregados pelo estado. Antes da caça às bruxas, não se ouvia falar em ginecologistas masculinos, porque o controle de nascimento era naturalmente um domínio feminino.
Alguns apresentadores em conferências de planejamento familiar narram um conto sobre comerciantes árabes que introduziram pequenas pedras nos úteros de seus camelos a fim impedir a gravidez, um conceito muito similar ao DIU moderno. Embora a história seja repetida como uma verdade, não se tem nenhuma base histórica e só tem como finalidade o entretenimento da plateia. Os primeiros dispositivos interuterinos (contidos na vagina e no útero) foram introduzidos no mercado inicialmente em torno de 1900. O primeiro dispositivo intra-uterino moderno (contido inteiramente no útero) foi descrito em uma publicação alemã em 1909, embora o autor parece nunca ter disponibilizado no mercado seu produto.
O método rítmico, mais conhecido como o método da tabelinha, (com uma taxa de falha particularmente elevada de 10% por o ano) foi desenvolvido no início do século XX, quando os pesquisadores descobriram que a ovulação de uma mulher ocorre somente uma vez no ciclo menstrual. Somente após a metade do século XX, quando os cientistas compreenderam melhor o funcionamento do ciclo menstrual e dos hormônios que o controlavam, foram desenvolvidos os contraceptivos orais e os métodos modernos de monitorização da fertilidade.

## Métodos
Atualmente existe uma ampla disponibilidade de métodos anticoncepcionais (contraceptivos), tanto para homens quanto para mulheres, que previnem uma gravidez. Variam desde métodos mais simples, como os comportamentais, até métodos mais complexos que envolvem cirurgias. A escolha do método anticoncepcional deve ser sempre personalizada. Deve-se levar em conta fatores pessoais como idade, números de filhos, compreensão e tolerância ao método, desejo de procriação futura e a presença de doenças crônicas que possam se agravar com a utilização de determinado método. Como todos os métodos têm suas limitações, é importante que o usuário tenha conhecimento de quais são elas, para que eventualmente possa optar por um dos métodos. As maiores limitações dos métodos mais seguros (que possuem pequenas taxas de falha) são a manutenção da possibilidade de transmissão de doenças sexualmente transmissíveis. Nestes casos, a fim de se manter uma relação sexual segura, eles devem ser usados em conjunto com um método de barreira (leia abaixo os tipos diferentes de métodos) como o preservativo, por exemplo.
Existem critérios médicos de elegibilidade para o uso de métodos anticoncepcionais. A Organização Mundial da Saúde disponibiliza critérios que orientam o uso dos métodos anticoncepcionais.

### Métodos físicos

#### Métodos de contracepção de barreira

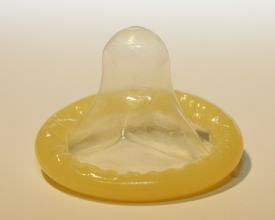
O preservativo externo (conhecido como preservativo masculino) é o método de contracepção de barreira mais popular.

Os métodos de barreira impõem um obstáculo físico para dificultar ou impedir o movimento dos espermatozoides em direção ao trato reprodutivo feminino.
O método de barreira mais popular é o preservativo externo, uma cobertura de látex ou poliuretano colocada sobre o pênis. O preservativo também está disponível numa versão interna, que é feita de poliuretano. O preservativo interno tem um anel flexível em cada extremidade — um permanece atrás no fundo do canal vaginal, mantendo o preservativo em seu lugar, enquanto o outro permanece fora da vagina.
Barreiras cervicais são dispositivos que são inseridos por completo no interior da vagina. O capuz cervical é a menor barreira cervical. Ele se mantém no lugar por sucção ao cérvix (colo do útero) ou às paredes vaginais. O escudo de Lea é uma barreira cervical mais larga, também mantida na posição por meio de sucção.

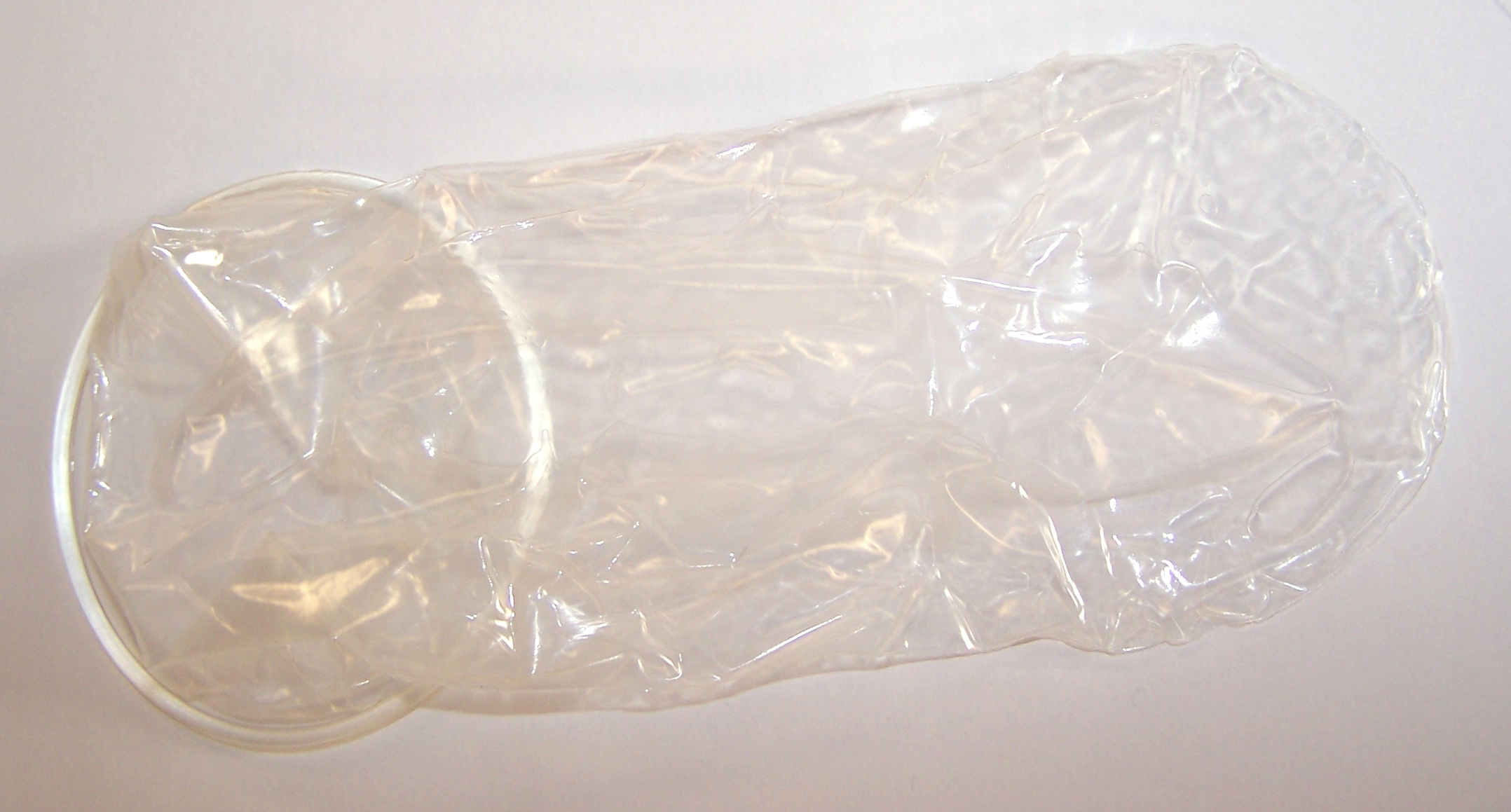
O preservativo feminino.

O diafragma é um anel flexível, coberto por uma membrana de borracha fina, que a mulher deve colocar na vagina, para cobrir o colo do útero. Deve ser usado preferencialmente em conjunto com um espermicida. Como há vários tamanhos de diafragma, a mulher deve consultar seu ginecologista para verificar qual tamanho se ajusta melhor à medida do seu colo do útero.
A esponja contraceptiva é uma pequena esponja embebida em espermicida, que possui uma depressão para segurá-la no lugar sobre o colo uterino. O espermicida contido nela é normalmente ativado mediante o contato com água corrente. Deve ser inserida pouco antes da relação sexual.

#### Métodos hormonais

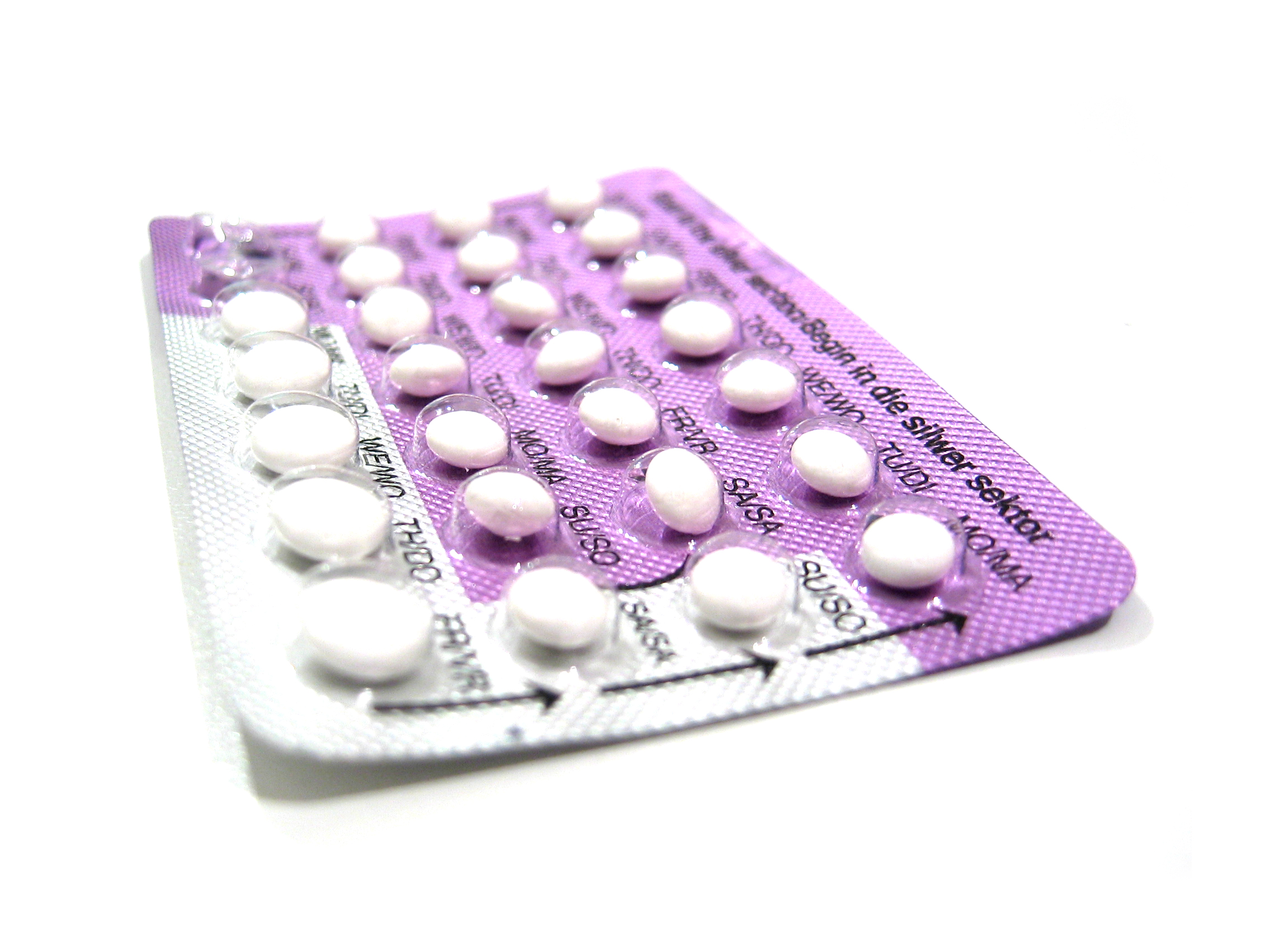
A pílula anticoncepcional combinada.

Existe uma ampla variedade de métodos de contracepção hormonal que interferem no ciclo ovariano às custas da administração de hormônios (geralmente sintéticos) que impedem a ovulação.
Geralmente são utilizadas combinações de estrógeno sintético e progestinas (formas sintéticas da progesterona) nos contraceptivos hormonais.  Estes incluem a pílula anticoncepcional ("A Pílula"), o Adesivo, e o anel vaginal. A Cyclofemina (Lunelle) é uma injeção mensal.

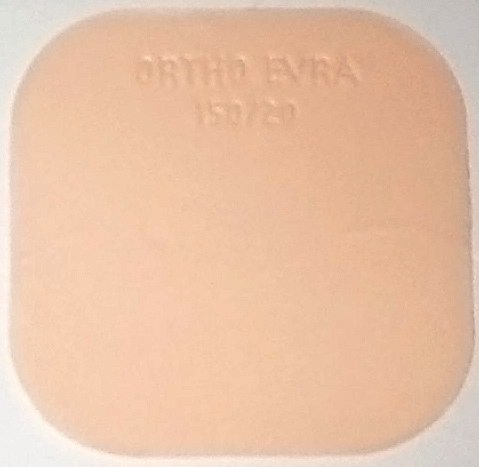
O adesivo contraceptivo é também um método hormonal de contracepção.

Outros métodos contêm somente uma progestina (um progestágeno sintético).  Estes incluem a pílula exclusivamente de progesterona (a PEP ou 'mini pílula'), Depo Provera (acetato de medroxiprogesterona) administrado através de injeção intramuscular a cada três meses, e Noristerat (acetato de noretisterona), que também é administrado através de injeção intramuscular, porém a cada 8 semanas.  Existe também estradiol e algestona aplicado sempre no 8° dia do início da menstruação e se chama PERLUTAN, com mais de 20 anos no mercado é o contraceptivo injetável mais prescrito e vendido na América Latina. A pílula exclusivamente de progesterona deve ser tomada em horários mais precisos do dia do que as pílulas combinadas. Um contraceptivo de implante chamado Norplant foi removido do mercado em 2002, embora um novo implante chamado Implanon foi aprovado para a comercialização em 17 de Julho de 2006. Os diversos métodos que incluem  exclusivamente a progestina podem causar menstruações com sangramento irregular por vários meses.
Outro método de libertar hormônios é o anticoncepcional subcutâneo, apesar de não estar tanto disseminado o seu uso como os anteriores.

#### Ormeloxifeno (Centchroman)
Ormeloxifeno (Centchroman) é um modulador seletivo do receptor de estrógeno (MSRE).  Ele faz com que a ovulação ocorra de forma não sincronizada com o espessamento do endométrio, prevenindo assim a implantação de um zigoto. Tem sido amplamente disponível como método contraceptivo na Índia desde o início dos anos 90, comercializado sob a marca de Saheli®. O ormeloxifeno está disponível legalmente somente na Índia.

#### Métodos intrauterinos

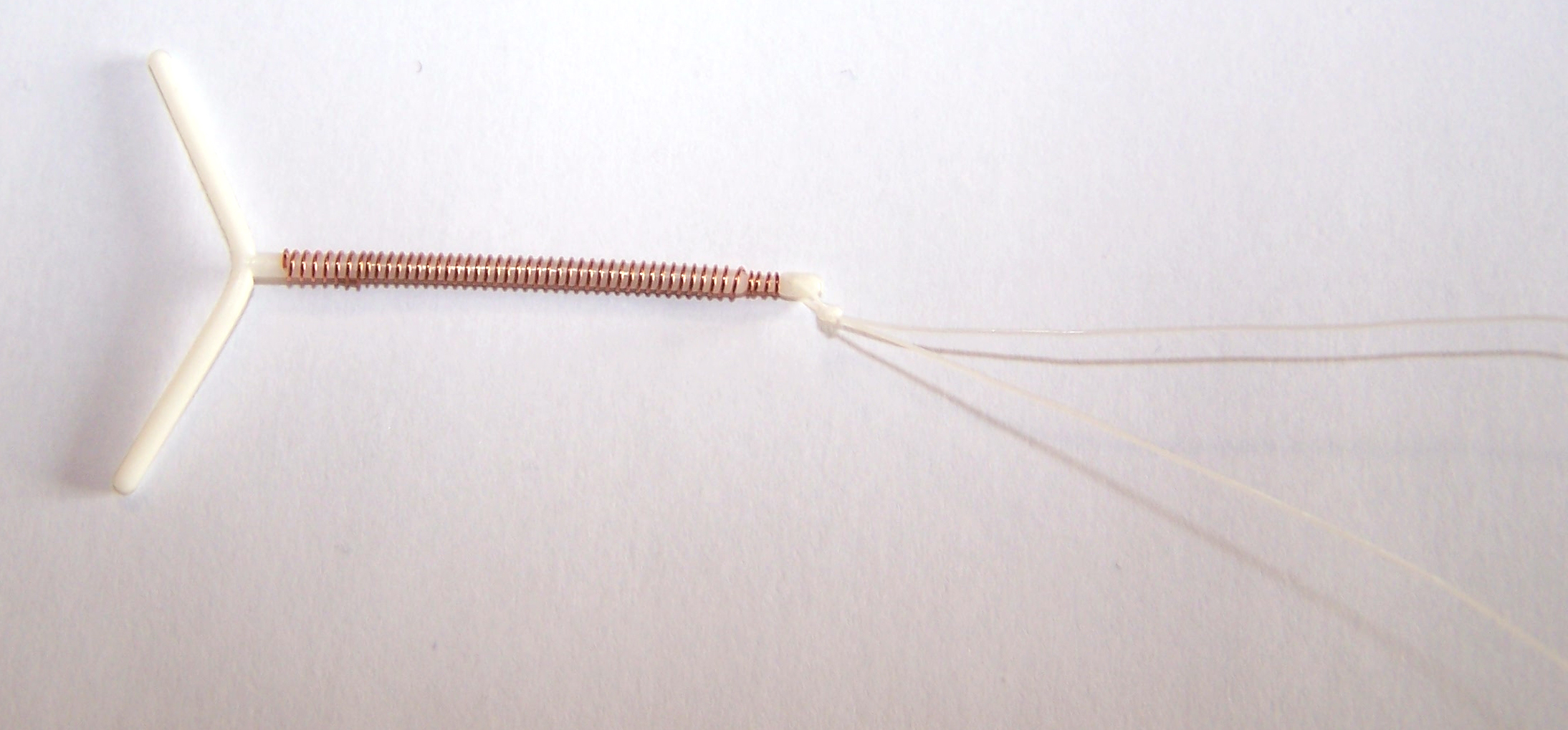
Um dispositivo intrauterino (DIU).

Os Intrauterinos são dispositivos que são colocados dentro do útero. Geralmente têm a forma de "T" — os braços do T seguram o dispositivo em seu lugar no interior do útero. Nos Estados Unidos, todos os dispositivos colocados dentro do útero para prevenir a gravidez são referidos como DIUs. No Reino Unido é feita uma distinção entre DIUs e SIUs. Isso provavelmente se deve ao fato de que existem sete tipos diferentes de DIUs disponíveis no Reino Unido, em comparação aos dois vendidos nos Estados Unidos.
Dispositivos intrauterinos ("DIUs") contêm cobre (que tem efeito espermicida).
Sistemas intrauterinos ("IUS") liberam progesterona ou uma progestina.

#### Contracepção de emergência
Algumas das pílulas anticoncepcionais combinadas e pílulas exclusivamente de progestágenos (PEPs) podem ser tomadas em altas doses para prevenir a gravidez após a falha de um método contraceptivo (como o rompimento da camisinha, por exemplo) ou após uma relação sexual desprotegida. Esta técnica é conhecida também como método de Yuzpe. A contracepção de emergência hormonal é também conhecida como a "pílula do dia seguinte", embora seu uso pode ser feito até três dias após a relação sexual.
No entanto, quanto maior o intervalo de tempo entre a relação sexual e a administração da pílula, menores as chances de ela prevenir a gestação.
Os dispositivos intrauterinos de cobre também podem ser usados como contracepção de emergência. Para este uso, eles devem ser inseridos dentro de cinco dias após a falha do método de contracepção ou relação sexual desprotegida.

#### Esterilização
A esterilização cirúrgica está disponível na forma de ligadura de trompas (laqueadura) para mulheres e vasectomia para homens, servindo para interromper definitivamente a capacidade reprodutiva. A reversão através de outra cirurgia é possível, mas não é garantida.
Um procedimento de esterilização não-cirúrgico, o Essure, também está disponível para mulheres.

##### Ligadura de trompas

As trompas de Falópio (tubas uterinas), que ligam os ovários ao útero, são cortadas ou ligadas cirurgicamente neste método contraceptivo.

A laqueadura ou ligadura de trompas é o método de esterilização feminina caracterizado pelo corte e/ou ligamento cirúrgico das trompas de Falópio (tubas uterinas), que fazem o caminho dos ovários até o útero. Assim, os óvulos não conseguem passar para dentro do útero, não se encontrando com os espermatozoides, e, consequentemente, não há a fecundação. É um procedimento seguro que pode ser feito de várias maneiras, sendo necessário internação e anestesia geral ou regional.
O procedimento pode ser reversível através de uma cirurgia mais complexa que a anterior. É considerada um método anticoncepcional indicado somente para mulheres que já estão plenamente decididas a não ter mais filhos.

##### Vasectomia

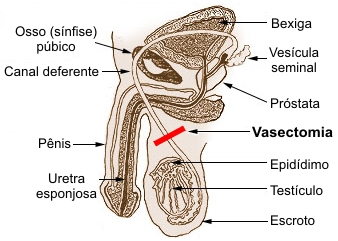
A vasectomia consiste no corte e sutura dos canais deferentes.

A vasectomia consiste em uma pequena cirurgia na altura das virilhas onde é feita a ligadura dos canais deferentes, os ductos que levam os espermatozoides produzidos nos testículos até o pênis. Após a cirurgia devem ser realizados exames para confirmar a ausência de espermatozoides no esperma, que ainda é produzido e ejaculado. A vasectomia não interfere na potência sexual e na produção dos hormônios sexuais nos testículos.
O procedimento pode ser reversível dependendo do sucesso na cirurgia, contudo os especialistas indicam que o homem só deve fazer vasectomia se já estiver plenamente decidido a não ter mais filhos.
Uma pesquisa realizada por pesquisadores da Universidade de São Paulo (USP) revelou que os homens submetidos à vasectomia revelaram estar satisfeitos com o método simples, rápido e gratuito de esterilização. Comparada aos métodos femininos de contracepção, a cirurgia ainda é pouco realizada no Brasil.

### Métodos comportamentais
São os métodos contraceptivos em que se utilizam mudanças comportamentais conscientes para eliminar ou minimizar o risco de promover uma gravidez indesejada. Estes métodos se caracterizam por não utilizarem dispositivos ou medicamentos.

#### Métodos de monitorização da fertilidade

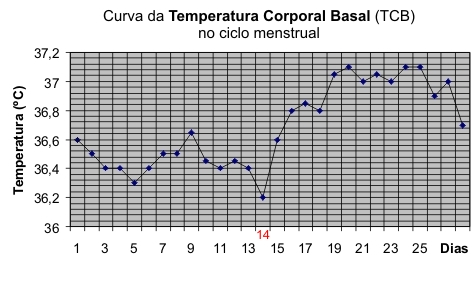
Variação da temperatura corporal basal durante o ciclo menstrual feminino. A mulher que anotar estes dados pode saber o momento exato de sua ovulação. Note o aumento da temperatura durante a ovulação, no dia 14.

Os métodos de monitorização da fertilidade envolvem a observação e registro dos principais sinais de fertilidade que o corpo da mulher fornece, para determinar as fases férteis e inférteis de seu ciclo menstrual. O sexo não-protegido é restrito somente ao período menos fértil. Durante o período mais fértil, os métodos de barreira podem ser utilizados ou a mulher pode manter abstenção do ato de fazer sexo. Os diferentes métodos registram um ou mais dos três principais sinais de fertilidade: mudanças na temperatura corporal basal, no muco cervical (secreção vaginal) e na posição cervical, embora a posição cervical seja usada mais frequentemente como uma referência cruzada com outro ou os dois outros sinais corporais de fertilidade. Se uma mulher acompanha tanto a temperatura basal corporal quanto outro sinal principal, o método é chamado de sintotérmico. Outras dicas do corpo como o mittelschmerz são consideradas indicadores secundários. A mulher pode registrar estes eventos de seu corpo em um papel ou com um software.
O termo planejamento familiar natural é usado às vezes para se referir a qualquer uso dos métodos de monitorização da fertilidade. Entretanto, o termo especificamente se refere a práticas que são permitidas pela Igreja Católica Romana - o método lactacional (infertilidade durante a amamentação) e abstinência sexual periódica durante os períodos férteis. Os métodos de monitorização da fertilidade podem ser usado por usuários do planejamento familiar natural para identificar estes períodos férteis.

#### Métodos estatísticos

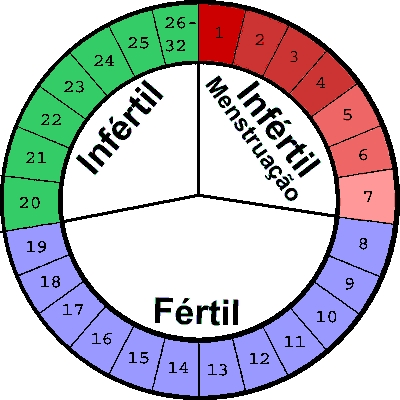
Os métodos comportamentais estatísticos se baseiam na duração dos ciclos menstruais passados para estipular os dias em que a mulher não estará fértil

Os métodos estatísticos como o Método Rítmico (mais conhecido como "tabelinha", ou método do calendário) são diferentes dos métodos de monitorização da fertilidade, de modo que eles não envolvem a observação e registro dos sinais (dicas) que o corpo dá sobre sua fertilidade. Ao contrário, os métodos estatísticos estimam a propensão da fertilidade baseados na duração dos ciclos menstruais passados. Os métodos estatísticos são muito menos precisos que os métodos de monitorização da fertilidade, sendo considerados, por muitos estudiosos, métodos obsoletos há pelo menos vinte anos.

#### Coito interrompido
Coito interrompido (literalmente "sexo interrompido"), também conhecido como o método da retirada, é a prática de terminar a relação sexual antes da ejaculação. O principal risco do coito interrompido é aquele de que o homem não consiga administrar bem o tempo de sua ejaculação. Embora haja uma preocupação crescente sobre o risco de gravidez pelos espermatozoides contidos no fluido pré-ejaculatório (o líquido expelido pelo pênis no período de excitação que antecede o orgasmo), diversos estudos até o momento não obtiveram êxito em encontrar algum espermatozoide viável no fluido.

#### Evitando relação vaginal
O risco de gravidez do sexo sem penetração vaginal, como o sexo anal ou sexo oral, é baixo. Há uma remota possibilidade de que o sêmen escorra para a vulva durante o sexo sem penetração ou durante o sexo anal, ou que venha a entrar em contato com a vagina pouco depois através de um meio ou objeto que o transporte, como a mão. De qualquer forma, este método requer disciplina para prevenir que sua progressão para uma relação sexual com penetração aconteça.

#### Abstinência
A abstinência sexual é a prática de abster-se de todas atividades sexuais. Assim como a decisão de não ter relações vaginais, a intenção de se manter abstinente pode não prevenir a gravidez, devido ao nível de disciplina exigido. Além disso, uma atividade sexual sem consentimento como o estupro pode não ser evitada, resultando em gravidez. Com exceção destas situações, este método é o único método contraceptivo totalmente eficaz e seguro que evita a gravidez e as DSTs, se for mantido total disciplina, pois elimina totalmente o contato entre as genitálias, assim como o contato do sêmen com a genitália feminina.

#### Lactacional
.

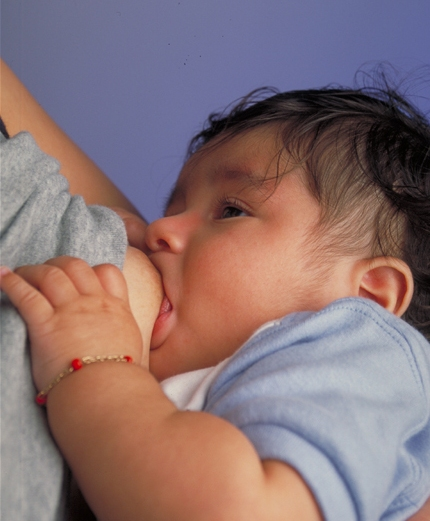
As mulheres que estão amamentando possuem um período de infertilidade após o nascimento do bebê.

O método de amenorreia lactacional é composto por diversas orientações que auxiliam a determinação da duração do período de infertilidade durante a amamentação de uma mulher. É importante lembrar que este período de infertilidade varia de mulher para mulher e que durante a amamentação a mulher deve utilizar meios contraceptivos para evitar uma nova gravidez e a eventual suspensão da produção do leite materno.

### Métodos em desenvolvimento

#### Contraceptivos masculinos experimentais
Muitas pesquisas vêm sendo feitas em diversas substâncias que têm potencial para ser contraceptivos orais masculinos, implantes ou injeções que possam ser usados como contraceptivos hormonais masculinos.

##### RISUG
O Risug é um método contraceptivo interno masculino, que já é utilizado há cerca de 25 anos na Índia, porém ainda se encontra em fase de testes devido a um número insuficiente de voluntários. Existe nos Estados Unidos sob o nome de Vasagel. É um método reversível, que consiste na aplicação de um polímero nos vasos deferentes tornando o esperma infértil. É um método barato - a dose em si é mais barata que a própria seringa para a aplicação-, rápido, eficiente e seguro. Dos 250 voluntários, somente em um caso o procedimento foi ineficiente - supõe-se que o medicamento não foi corretamente administrado nesse caso -, apresentando uma eficácia de quase 100%.

## Disponibilidade
No Brasil, a rede pública de saúde disponibiliza os seguintes dispositivos/métodos contraceptivos gratuitamente: preservativo masculino, diafragma, DIU (Dispositivo intrauterino), preservativo feminino, pílulas anticoncepcionais combinadas, minipílulas, anticoncepcional hormonal injetável, pílula anticoncepcional de emergência ("do dia seguinte"), laqueadura e vasectomia.
Em pesquisa realizada no Brasil, apenas 25% dos entrevistados relataram que tiveram acesso a algum método contraceptivo por meio dos postos do SUS ou do Programa Saúde da Família. Somente 9% disseram ter utilizado os serviços públicos para esterilização e apenas 2% para receber a "pílula do dia seguinte".
Em Portugal, quase 87% das mulheres usam um método contraceptivo. Para estes números, muito contribui a ampla disponibilidade dos vários métodos disponíveis. Em Portugal, o preservativo, pílula contraceptiva, vacina contraceptiva e a pílula anticoncepcional de emergência, são gratuitas. Basta se deslocar a uma farmácia ou centro de saúde.

## Técnicas controversas, não recomendadas e conceitos errados
- A ideia de que se fazer uma lavagem vaginal imediatamente após a atividade sexual pode ser um método contraceptivo é controversa, não sendo recomendada pelas autoridades de saúde para este fim. Pode parecer uma ideia lógica tentar lavar a ejaculação para fora da vagina, mas isso pode não funcionar. Devido à natureza dos fluidos e à estrutura reprodutora feminina, a lavagem pode impulsionar sêmen para o interior do útero. Pode haver uma ação espermicida no caso da lavagem ser feita com uma solução ácida ou com a água clorada normalmente distribuída nos encanamentos de todas as cidades e por conseguinte disponível nos chuveiros porém não existe comprovação científica de que este é um método com eficiência confiável. Além disso, aumenta a possibilidades de que ocorra infeções vaginas, risco esse que é aumentado com uso de surfactante como sabão e detergentes, outro ponto é uso de um fômite por várias mulheres usarem a mesma mangueirinha de chuveiro para fazer essa lavagem vaginal facilita o surgimento de doenças como a vaginose bacteriana e aumenta o risco de se adquirir doenças sexualmente transmissíveis.[36][37][38][39]
- A introdução na vagina de uma garrafa de Coca-Cola após agitação logo após a ejaculação não é um método de controle de natalidade confiável, podendo também promover a candidíase.
- É um mito que uma mulher não pode ficar grávida na primeira vez que ela realiza o ato sexual.
- Apesar das mulheres terem um período menos fértil nos primeiros dias da menstruação,[40] é um mito que uma mulher não possa ficar grávida se fizer sexo durante este período.   (ver tabelinha)

- Praticar sexo em uma banheira com água quente não impede a gravidez, mas pode contribuir com as infecções vaginais.
- Embora algumas posições sexuais possam facilitar a gravidez, nenhuma posição sexual impede a gravidez. Praticar sexo de pé ou com a mulher em cima do homem não impede a entrada do esperma no útero. A força de ejeção da ejaculação, as contrações do útero causadas pelas prostaglandinas no sêmen, assim como a habilidade dos espermatozoides de nadar, são fatores que superam a força gravitacional.
- Espirrar ou urinar após o ato sexual também é uma prática completamente ineficaz para a contracepção.
- Pasta de dentes não pode ser usada como um contraceptivo eficaz.[41]
- Cilit Bang não é recomendado pelo médicos como método contraceptivo, podendo causar outras complicações como infecções vaginais.

## Eficácia
A eficácia dos métodos de contracepção é medida pela quantidade de mulheres que se tornam grávidas usando um determinado método contraceptivo em um ano. Logo, se 100 mulheres usarem um método que tem uma taxa de 12% de falha, então, em algum momento durante aquele ano, 12 destas mulheres deverão engravidar, segundo as estatísticas.
Os métodos mais eficazes são geralmente aqueles que não dependem de uma ação regular realizada pela(o) usuária(o). A esterilização cirúrgica, Depo-Provera, implantes, e dispositivos intra-uterinos (DIUs) têm todos taxas de falha menores do que 1% ao ano para um uso perfeito. O Depo-Provera tem uma taxa de falha no uso típico de 3%, ao passo que a esterilização, implantes e DIUs têm uma taxa de falha no uso típico menor do que 1%.
Outros métodos podem ser considerados altamente eficientes se forem usados consistentemente e corretamente, mas podem apresentar taxas de falha no uso típico que são consideravelmente altas devido ao uso incorreto ou ineficiente pelo usuário. Os contraceptivos hormonais, métodos de monitorização da fertilidade e o método de amenorreia lactacional, se usados corretamente, têm taxas de falha de menos de 1% ao ano. A taxa de falha do uso típico dos contraceptivos hormonais podem ser até 8% ao ano. Os métodos de monitorização da fertilidade como um todo possuem taxas de falha de uso típico de até 25% ao ano; entretanto, como citado acima, o uso perfeito destes métodos reduz a taxa de falha para menos que 1%.
Os preservativos (camisinhas) e barreiras cervicais como o diafragma possuem taxas de falha do uso típico semelhantes (15,0% e 16%, respectivamente), mas para o uso perfeito o preservativo é mais eficiente (2% de falha contra 6%), além de possuir a característica adicional de prevenir a contaminação de doenças sexualmente transmissíveis, como a AIDS. O método do coito interrompido (retirar o pênis da vagina logo antes da ejaculação), se usado consistentemente e corretamente, possui uma taxa de falha de 4%. Devido a dificuldade de se usar o método do coito interrompido consistentemente e corretamente, ele possui uma taxa de falha de uso típico de 27% e não é recomendado por alguns médicos, embora outros acreditam que este método precisa de mais defensores.
Nem todos os métodos de contracepção oferecem proteção contra as infecções sexualmente transmissíveis. Só a abstinência de todas as formas de comportamento sexual humano pode proteger contra a transmissão sexual destas infecções. O preservativo masculino de látex (camisinha) oferece alguma proteção contra algumas das doenças se for usado corretamente e consistentemente, assim como o preservativo feminino, embora o feminino só tenha sido aprovado para o sexo vaginal. O preservativo feminino pode oferecer maior proteção contra infecções sexualmente transmissíveis que passam através do contato pele-com-pele, já que o anel externo do preservativo cobre mais a porção de pele exposta que o preservativo masculino, e isso pode ser usando durante o sexo anal para proteger contra infecções sexualmente transmissíveis. Entretanto, o preservativo feminino pode ser difícil de ser usado. Frequentemente a mulher pode não inseri-lo adequadamente, mesmo que ela acredite que o está usando corretamente.
Os outros métodos de contracepção não oferecem uma proteção significante contra a transmissão sexual de doenças.
Entretanto, as chamadas infecções sexualmente transmissíveis também pode ser transmitidas não-sexualmente, e por conseguinte, a abstinência de comportamentos sexuais não garante 100% de proteção contra infecções sexualmente transmissíveis. Por exemplo, o vírus HIV da AIDS pode ser transmitido através de agulhas contaminadas que podem ser usadas para se fazer tatuagem, piercing ou injeções médicas. Muitos profissionais da saúde adquirem o HIV no seu dia-a-dia profissional através de feridas acidentais com agulhas contaminadas.

## Aspecto religioso
As religiões divergem amplamente em suas doutrinas sobre a validade ética e moral do controle de natalidade.

### Igreja Católica

#### Doutrina

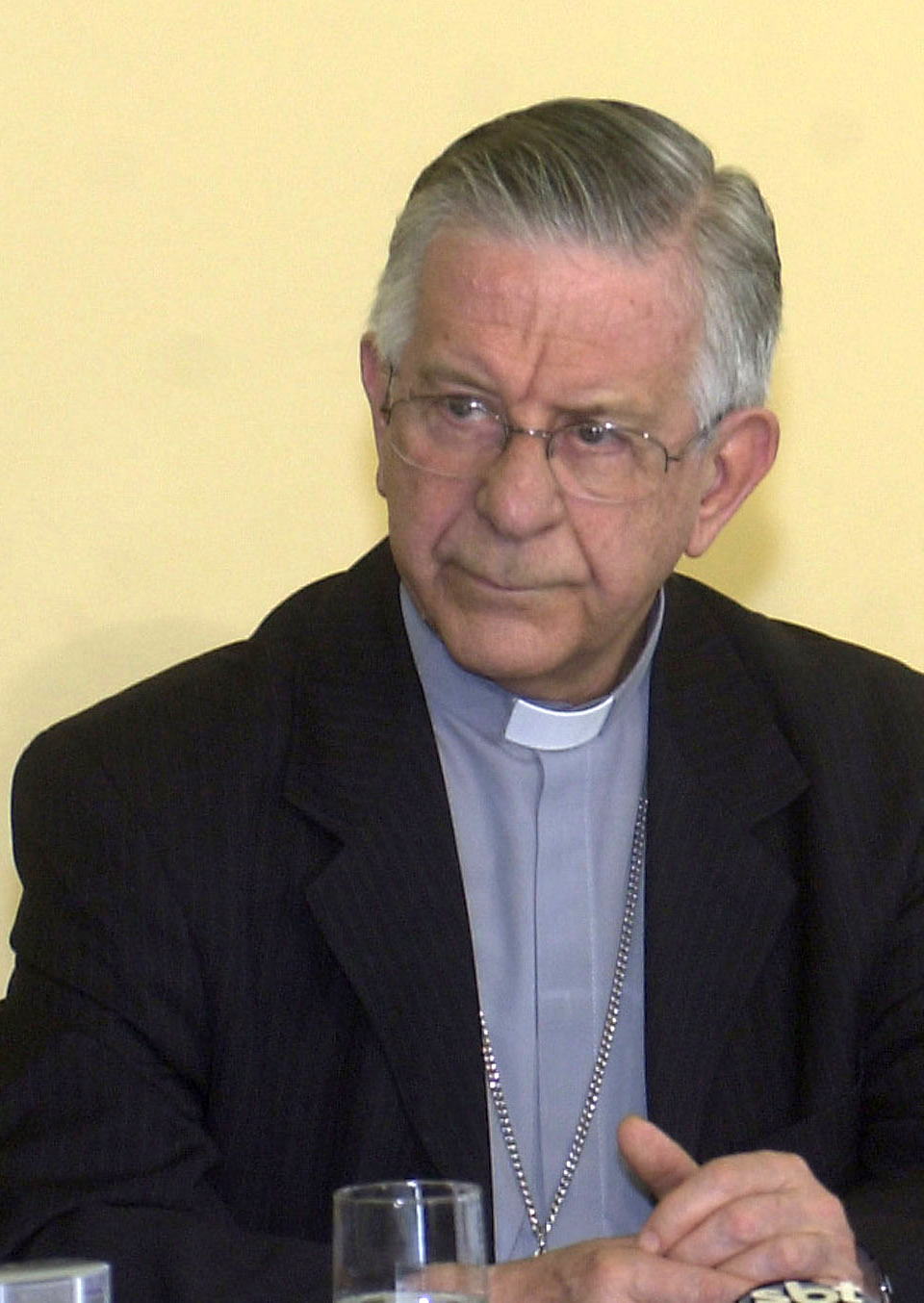
Quando presidente da CNBB, o cardeal dom Geraldo Majella Agnelo fez declarações polêmicas afirmando a posição contrária da Igreja Católica brasileira aos programas de educação sexual e o aborto no país.

A Igreja Católica Romana, com base na Encíclica Humanae vitae de Paulo VI, aceita somente o planejamento familiar natural, o qual, entretanto, é permitido somente quando é realizado pelos esposos não por imposições externas, nem por egoísmo, mas com base em motivos sérios.
Para a Igreja Católica, não existem circunstâncias ou boas intenções que justifiquem ou que tornem admissível não agir conforme esta doutrina. Aqueles que transgridem a esta doutrina cometem um pecado grave. Santo Agostinho, um dos Santos Padres e Doutores da Igreja, afirma que aqueles que cometeram esta transgressão desde o princípio do matrimônio nunca foram verdadeiramente casados, e que aquele que após casado passa a cometê-la, comete adultério com sua própria esposa.
Como a Igreja Católica considera que a vida humana começa desde a fecundação, o uso de pílulas anticoncepcionais é classificado como uma modalidade de aborto, que para a doutrina católica, é um pecado mortal, e causa de excomunhão automática. Isto ocorre pois estas pílulas, quando falham em impedir a fecundação, atuam impedindo a fixação do zigoto na parede do endométrio, causando a sua morte celular.

#### Interação com a sociedade
O Papa Bento XVI declarou na 5ª Conferência Geral do Episcopado da América Latina e do Caribe (CELAM), em Aparecida (SP), que as leis civis que favorecem e permitem o uso de anticoncepcionais e o aborto, presentes em alguns países da América Latina, são uma ameaça "ao futuro dos países da região". Com estas palavras, ele reafirmou o que disse o Papa João XXIII em sua carta encíclica Mater et Magistra, ou seu antecessor, João Paulo II, em sua carta encíclica Evangelium Vitae.
O Jornalista católico Michael Voris produziu um documentário, "The Contraception Deception" (A Fraude da Contracepção), denunciando o silêncio e a traição de clérigos e leigos na Igreja Católica quanto ao tema da contracepção, o que teria levado os fiéis católicos a adotar métodos contraceptivos, contrariando o ensinamento milenar da Igreja.[carece de fontes?]

### Protestantismo
Martinho Lutero e João Calvino definiram a procriação como a única finalidade não pecaminosa para o ato sexual, e ao comentarem a narrativa bíblica de Onã, condenaram o coito interrompido, uma forma de contracepção, como um pecado grave. Calvino o chamou de "ato monstruoso"; Lutero o categorizou como sodomia, e atribuiu-lhe o peso de ser um pecado mais grave do que o adultério ou o incesto.
Todas as denominações protestantes mantiveram esta mesma proibição ao uso de todos os métodos anticoncepcionais até as Conferências de Lambeth de 1930, quando pela primeira vez uma denominação protestante, a Igreja Anglicana, oficialmente autorizou o uso destes métodos, tanto naturais quanto artificiais, contanto que não seja pelo motivo do egoísmo, da luxúria ou por mera conveniência. Desde então, os protestantes tem apresentado um amplo espectro de doutrinas a este respeito, que vão desde a manutenção da postura tradicional de proibição total até uma mudança para a permissão irrestrita do uso destes métodos no interior do casamento.

### Islã
Em algumas vertentes do Islã, os contraceptivos são permitidos se eles não ameaçarem a saúde ou levarem à esterilidade, embora o seu uso seja às vezes desmotivado. Há vertentes mais conservadoras do Islã que proíbem a contracepção por completo: onde elas são predominantes, como no Paquistão e no Senegal, estas vertentes desempenham um grande papel na recusa ao controle de natalidade pela maioria da população.
Não se sabe ao certo qual era a visão de Muhammed sobre o assunto, pois os hadith divergem entre si, atribuindo a ele opiniões que se contradizem. O Alcorão, por sua vez, apresenta passagens sobre o assunto que, por não estarem escritas em termos muito precisos, permitem múltiplas interpretações.

### Judaísmo
As visões no Judaísmo variam desde o mais ortodoxo, onde há a proibição total, atravessando uma faixa intermediária, onde são necessários motivos cabíveis e a autorização de um rabino, até chegar ao extremo mais brando e reformista, onde a contracepção é completamente permitida.

### Hinduísmo
Há hindus que aprovam o uso de contraceptivos artificiais e naturais. Entretanto, os hindus adeptos da tradição vixnuísta são categoricamente contrários ao uso de contraceptivos, pois reconhecem a procriação como única finalidade legítima do ato sexual. Este ensinamento foi mantido no movimento Hare Krishna, que descende desta tradição. Tanto para vixnuístas quanto para os membros do movimento Hare Krishna, a superpopulação é vista como um mito, e o controle de natalidade como desnecessário: ambos consideram que o planeta é capaz de sustentar a humanidade, sem que seja necessário o uso de contraceptivos.

### Jainismo
No Jainismo, a contracepção é considerada paap, palavra traduzida como "pecado". Ela é vista como uma forma de violência ( himsa ) responsável pela atual degeneração da sociedade, e por isso contradiz o princípio básico de não-violência ( ahimsa ) da religião jainista. As relações sexuais são permitidas somente durante o período fértil, e com o propósito de procriar.
Importantes personalidades hindus, que foram muito influenciadas pelo jainismo, tal como Mahatma Gandhi, condenaram a aprovação da contracepção como uma doutrina perigosa, e um pecado contra Deus e a humanidade. Em sua opinião, não há provas para um perigo de superpopulação do planeta, o qual ele duvidava existir. Entretanto, o jainismo recomenda que, após o nascimento do primeiro filho, o casal suspenda toda relação sexual.

### Budismo
Embora no Budismo exista uma minoria de monges que acreditam que a contracepção deveria ser proibida entre os budistas, a posição da maioria é que o budismo não têm como finalidade interferir em escolhas pessoais em um casamento, o qual é visto como um contrato civil. A proibição da contracepção não é vista pela maioria como sendo parte do ensinamento budista. Em entrevista ao jornal New York Times, Tenzin Gyatso, o atual Dalai Lama, declarou que, ao contrário do que acontece em certas tradições religiosas indianas, no Budismo há espaço para uma aceitação do uso de contraceptivos.

## Aspecto cultural

### Educação sobre o planejamento familiar
É um direito assegurado pela Constituição Federal Brasileira e pela  Lei Nº 9.263, que regulamenta o planejamento familiar,  o acesso das pessoas a informações, métodos e técnicas para a concepção e para a anticoncepção, cientificamente aceitos e que não coloquem em risco suas vidas e saúde.
Muitos adolescentes, mais comumente nos países desenvolvidos, recebem algum tipo de educação sexual na escola. Há uma grande contestação sobre qual informação deve ser fornecida nestes programas, especialmente nos Estados Unidos e Grã-Bretanha. Os possíveis assuntos incluem anatomia reprodutiva, comportamento sexual humano, informações sobre as doenças sexualmente transmissíveis (DSTs), aspectos sociais da interação sexual, habilidades de negociação para ajudar os adolescentes a tomar a decisão de seguirem abstinentes ou partirem para o uso de um contraceptivo e informação sobre os métodos contraceptivos existentes.
Em uma pesquisa realizada pelo governo brasileiro em todo território nacional, 74% dos entrevistados disseram que aprovam a distribuição de preservativos entre adolescentes com mais de 13 anos, que participam do programa de educação sexual nas escolas, enquanto 16% desaprovam a ação.
Existe um tipo de programa de educação sexual, a educação baseada somente na abstinência, que divulga a abstinência sexual até a data do casamento, e não fornece informações sobre controle de natalidade ou acaba enfatizando muito fortemente informações negativas como as taxas de falha do uso dos contraceptivos. Pelo fato da abstinência oferecer uma melhor proteção contra a gravidez e doenças do que a atividade sexual mesmo com os melhores métodos contraceptivos, os entusiastas do programa baseado somente na abstinência acreditam que ele irá resultar em taxas menores de gravidezes na adolescência e de infecções por DST. Entretanto, alguns estudos mostraram que os programas de educação sexual baseados somente na abstinência na verdade aumentam as taxas de gravidezes e DSTs na população adolescente.

## Contracepção e superpopulação
A contracepção é atacada por alguns grupos como modo de controle da superpopulação. A população humana já ultrapassou os sete bilhões de pessoas e por conseguinte estes grupos acreditam que há a necessidade de planejamento social para destruir a explosão demográfica, desta forma diminuindo a devastação e esgotamento dos recursos naturais do meio ambiente. Com mais habitantes no mundo todo causariam níveis mais elevados de emissão de CO2, que alterariam a composição da atmosfera, desta forma aumentando o aquecimento global.[carece de fontes?]
Um destes grupos afirma que é muito mais fácil, rápido e barato distribuir preservativos para as pessoas do que tentar controlar a emissão de CO2 através das estratégias atuais, cujo custo é muito mais elevado.